# Solms-Wildenfels
Solms-Wildenfels era una contea minore dell'Assia, in Germania. Esso era nato dalla partizione del Solms-Baruth. Nel 1741 venne diviso in se stesso e nel Solms-Sachsenfeld, e reintegrato come contea dopo il termine dell'estinzione di questo stato, nel 1896. Solms-Wildenfels passò al Granducato Assia-Darmstadt nel 1806.

## Conti di Solms-Wildenfels (1696–1806)
- Ottone Enrico Guglielmo (1696–1741)
- Enrico Carlo (1741–1746)
- Federico Magnus I (1746–1801)
- Federico Magnus II (1801–1806)